# Аблялимов, Мамбет Аблясович
Мамбет Аблясович Аблялимов (2 мая 1935, Джанкой, Крымская АССР — 17 февраля 1992, Азовское, Крымская АССР) — советский крымскотатарский поэт. Член Союза писателей СССР (1987).

## Биография
Родился 2 мая 1935 года в Джанкое. В подростком возрасте вместе с другими крымскими татарами был депортирован в Узбекскую ССР, где провёл большую часть жизни.
Работал зоотехником. Окончил Самаркандский сельскохозяйственный институт (1976).
Писал лирические стихи. В 1987 году вступил в Союз писателей СССР. Автор произведений «Чокъракъ» (Источник, 1975), «Сенинъ севгинъ» (Твоя любовь, 1981), «Аят къуванчы» (Радость жизни, 1985), «Къумдаки чечеклер» (Цветы песка, 1988). Публиковался в журнале «Йылдыз».
Скончался 17 февраля 1992 года в посёлке Азовское Джанкойского района.